# Museum van het Kapitalisme
Het Museum van het Kapitalisme (Frans: Musée du Capitalisme) is een rondtrekkende tentoonstelling die voor het eerst zijn deuren opende in de Moretus-Platijn-bibliotheek in de Universiteit van Namen. Het museum is tweetalig Nederlands/Frans. Het is opgezet voor een breed publiek en wordt zowel individueel als in groepen bezocht. Vestigingsplaatsen varieerden van een vestiging in een bibliotheek tot en met een onderkomen tijdens een festival.
De uitvoering ligt in handen van een groep van ongeveer twintig vrijwilligers. Volgens de initiatiefnemers zou het woord kapitalisme alom tegenwoordig zijn in de maatschappij maar zelden worden uitgelegd. Het museum is opgericht om hier verandering in te brengen en het woord op een interactieve en ludieke manier te verklaren. Het heeft een didactisch doel en wil de bezoeker aanzetten tot nadenken.
Zowel de aspiraties als de tekortkomingen van het economische model komen aan de orde. Ook wordt ingegaan op de geschiedenis en het aantal regeringen dat het kapitalisme aanhangt. Kernwoorden die aan de orde komen zijn onder meer geld, werk, welzijn, consumptie, globalisering en de American Dream.

## Vestigingen
Het museum kent geen permanente vestigingsplaats, maar wisselt telkens van vestiging. Het was sinds de opening in 2014 op de volgende plaatsen gevestigd:
| Data                    | plaats              | locatie                                                                  |
| ----------------------- | ------------------- | ------------------------------------------------------------------------ |
| 13-02-2014 / 28-06-2014 | Namen               | Moretus-Platijn-bibliotheek, Universiteit van Namen                      |
| 31-07-2014 / 03-08-2014 | Floreffe            | Dorp van het Mogelijke, wereldmuziekfestival Esperanzah!                 |
| 2014                    | Watermaal-Bosvoorde | ateliers met de scholen Institut de l'Assomption en Collège Saint-Hubert |
| 13-02-2015 / 30-05-2015 | Sint-Gillis         | Openbaar Centrum voor Maatschappelijk Welzijn                            |
| 15-07-2015 / 26-07-2015 | Gent                | Anseelezaal, Ons Huis, Gentse Feesten                                    |
| 13-02-2016 / 30-06-2016 | Brussel-stad        | Cité Culture in Laken                                                    |
| 7-11-2017 / 14-12-2017  | Bergen              | Maison Follie                                                            |
| 1-02-2018 / 27-04-2018  | Anderlecht          | Centre Culturelle l'Escale du Nord                                       |
| 14-09-2018 / 12-10-2018 | Luik                | Centre du Beau-mur                                                       |
| 16-11-2018 / 16-12-2018 | Aarlen              | Le Palais                                                                |
| 13-02-2018 / 18-04-2018 | Louvain La Neuve    | Musée L                                                                  |
| 26-04-2018 / 17-05-2018 | Moeskroen           | Bibliotheek                                                              |
| 15-08-2018 / 19-09-2018 | Brussel             | Beursgebouw                                                              |